# Galgula mandane
Galgula mandane är en fjärilsart som beskrevs av Druce 1891. Galgula mandane ingår i släktet Galgula och familjen nattflyn. Inga underarter finns listade i Catalogue of Life.